# Lindsaea pratensis
Lindsaea pratensis är en ormbunkeart som beskrevs av William Ralph Maxon. Lindsaea pratensis ingår i släktet Lindsaea och familjen Lindsaeaceae. Inga underarter finns listade.